# Aleksandar Atanacković
Aleksandar Atanacković, cyr. Александар Атанацковић (ur. 29 kwietnia 1920 w Belgradzie, zm. 12 marca 2005 tamże) – jugosłowiański (serbski) piłkarz grający na pozycji pomocnika oraz trener piłkarski.

## Życiorys
W latach 1937−1940 był zawodnikiem belgradzkiego SK Jugoslavija. Rok po II wojnie światowej rozpoczął grę w FK Partizan, w którym występował do 1954 roku. Wraz z tym klubem świętował zdobycie dwóch mistrzostw kraju: w sezonach 1946/1947 i 1948/1949. W barwach Partizana zdobył też dwa Puchary Jugosławii (1947 i 1952).
W reprezentacji Jugosławii zadebiutował 29 września 1946 w wygranym 4:2 meczu z Czechosłowacją. W 1948 roku wystąpił na igrzyskach olimpijskich w Londynie, na których Jugosławia zdobyła srebrny medal. W 1950 roku został powołany na rozgrywane w Brazylii mistrzostwa świata. W sumie w reprezentacji rozegrał 15 meczów, w których zdobył jednego gola.
Jako trener pracował w Partizanie, w FK Sarajevo, w Budućnosti Titograd i w Radnički Nisz.

## Statystyki
| Sezon     | Klub           | Liga                  | Mecze | Gole |
| --------- | -------------- | --------------------- | ----- | ---- |
|           | SK Jugoslavija | Prva liga Jugoslavije | ?     | ?    |
| 1946/1947 | FK Partizan    | Prva liga Jugoslavije | 17    | 3    |
| 1947/1948 | FK Partizan    | Prva liga Jugoslavije | 15    | 2    |
| 1948/1949 | FK Partizan    | Prva liga Jugoslavije | 15    | 3    |
| 1950      | FK Partizan    | Prva liga Jugoslavije | 14    | 5    |
| 1951      | FK Partizan    | Prva liga Jugoslavije | 18    | 1    |
| 1952      | FK Partizan    | Prva liga Jugoslavije | 4     | 0    |
| 1952/1953 | FK Partizan    | Prva liga Jugoslavije | 22    | 1    |
| 1953/1954 | FK Partizan    | Prva liga Jugoslavije | 5     | 0    |